# Kinetyczno-molekularna teoria gazów
Kinetyczno-molekularna teoria gazów – mikroskopowy model budowy gazów, umożliwiający makroskopowy opis ich właściwości przy założeniu bardzo dużej ilości atomów, cząsteczek lub jonów.

## Założenia teorii
Teoria sformułowana jest przy pewnych założeniach:
- wszystkie ciała składają się z cząstek, których rozmiary można pominąć (epozja),
- cząstki znajdują się w nieprzerwanym, chaotycznym ruchu,
- cząstki oddziałują na siebie poprzez zderzenia sprężyste, a między zderzeniami poruszają się zgodnie z zasadami dynamiki Newtona.

Założenia te są w przybliżeniu spełnione dla gazów przy niezbyt wysokich ciśnieniach w niezbyt niskich temperaturach.

## Podstawowe równanie teorii
Podstawowym równaniem teorii kinetycznej gazów jest wzór, który pozwala powiązać parametry poszczególnych cząsteczek z parametrami makroskopowymi gazu, takimi jak: ciśnienie, objętość, temperatura. Ma ono postać
{\displaystyle \langle E_{k}\rangle ={\frac {i}{2}}kT,}
gdzie:
{\displaystyle \langle E_{k}\rangle } – średnia energia kinetyczna cząsteczki,
{\displaystyle k} – stała Boltzmanna,
{\displaystyle i} – liczba stopni swobody cząsteczki,
{\displaystyle T} – temperatura gazu.

## Równanie średniej kwadratowej prędkości cząsteczki
Równanie średniej kwadratowej prędkości cząsteczki wynika bezpośrednio z podstawowego równania kinetyczno-molekularnej teorii gazów dla jednego mola gazu doskonałego (cząsteczka ma trzy stopnie swobody):
{\displaystyle {\frac {1}{2}}m\langle v^{2}\rangle =\langle E_{k}\rangle ={\frac {3}{2}}kT,}
gdzie:
{\displaystyle m} – masa cząsteczki,
{\displaystyle \langle v^{2}\rangle } – średni kwadrat jej prędkości.
Stąd
{\displaystyle {\sqrt {\langle v^{2}\rangle }}={\sqrt {\frac {3kT}{m}}}}
lub, używając masy molowej gazu zamiast masy pojedynczej cząsteczki ({\displaystyle M_{r}=N_{a}m,} {\displaystyle N_{a}} to stała Avogadra),
{\displaystyle {\sqrt {\langle v^{2}\rangle }}={\sqrt {\frac {3N_{a}kT}{M_{r}}}}={\sqrt {\frac {3RT}{M_{r}}}},}
gdzie:
{\displaystyle R} – stała gazowa.